# Rulantica
Rulantica est un parc aquatique situé à Rust, dans le Bade-Wurtemberg. Il porte le nom de l'île fictive de la mer de Norvège, Rulantica. Le parc est exploité par Europa-Park GmbH & Co Mack KG, et appartient à la famille Mack. Il a été ouvert au public en novembre 2019. Le site de Rulantica a une superficie totale de 450 000 m2 et une capacité maximale de 5 000 visiteurs par jour.

## Description
Le site de Rulantica est situé à l'est de Rust, dans le Bade-Wurtemberg, à environ 30 km au nord de Freiburg-en- Breisgau et à 28 km au sud-est d'Offenburg, à proximité immédiate d'Europa-Park. Sa superficie totale est de 45 hm2, dont environ 15 hm2 sont aménagés.

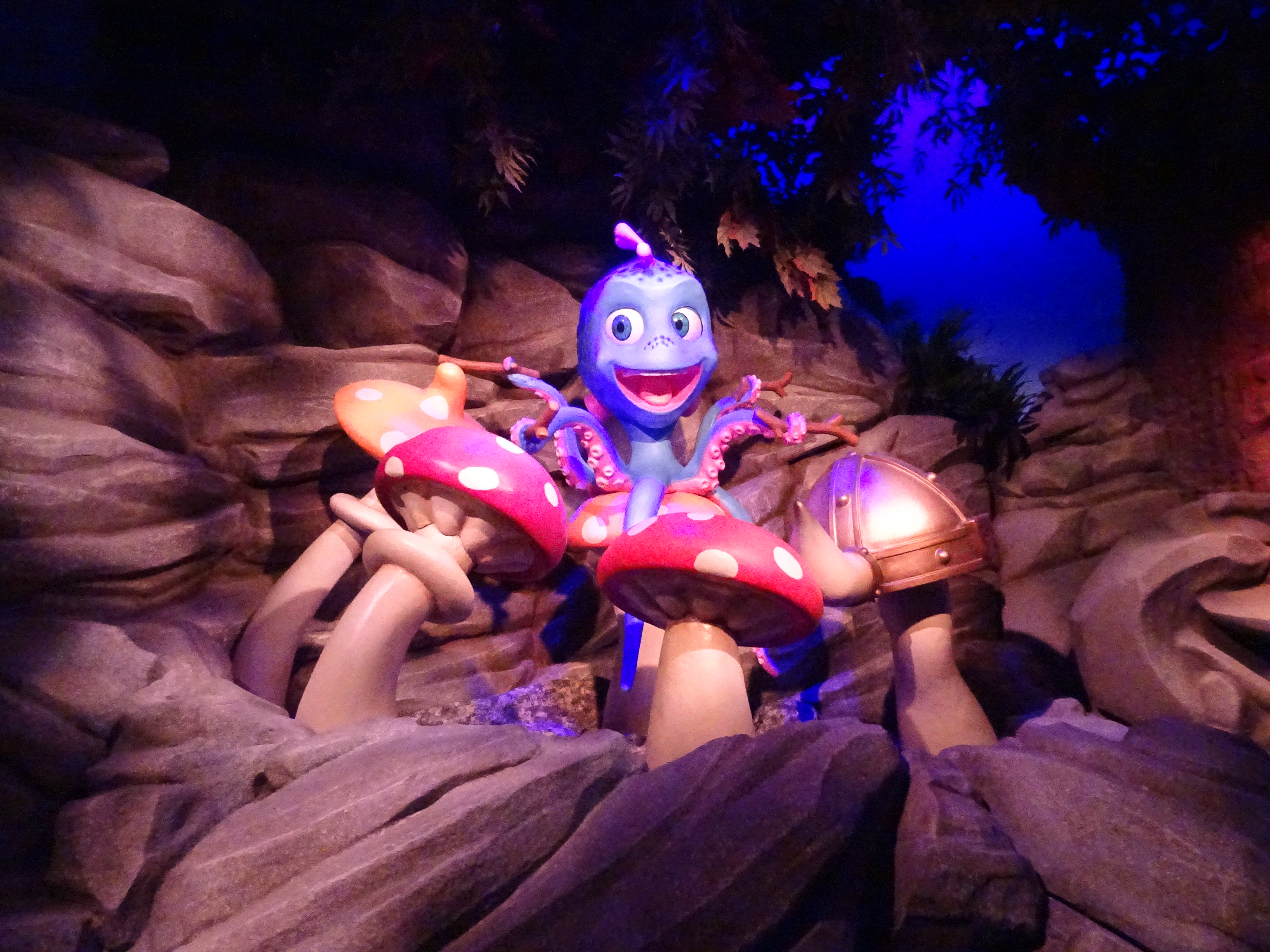
Snorri, la mascotte du parc, présentée dans l'attraction Snorri Touren à Europa-Park.

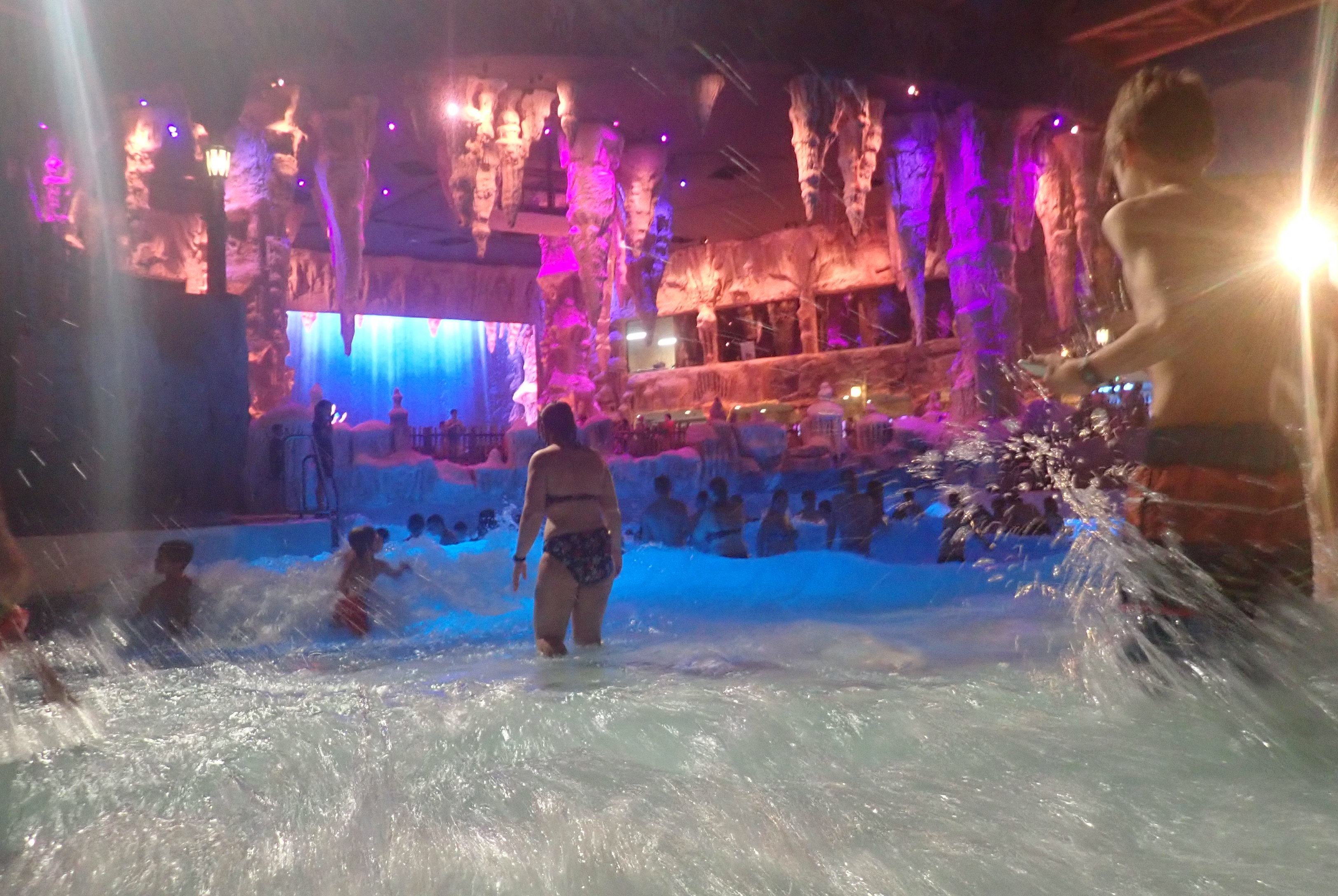
Le bassin à vagues.

### Le parc aquatique
Rulantica a un thème scandinave dans tous ses espaces et attractions dédiés. L'hôtel Krønasår est conçu comme un musée d'histoire naturelle qui présente diverses expositions basées sur les personnages fictifs de Rulantica, mais aussi des expositions non fictives comme le Wiking Saga, utilisé par Burghard Pieske pour traverser l'Atlantique. La mascotte de Rulantica est un céphalopode bleu à six membres appelé Snorri. Il a été dévoilé pour la première fois à la fin de l'année 2017.
Les zones à thème de Rulantica sont Rangnakor, Svalgurok, Frigg Tempel, Skip Strand, Vinterhal, Trolldal, Hyggedal, Skog Lagune, Snorri's Saga, Lumafals, Vildstrøm, Dynstrønd, Snorri Snorkling VR, Snorri Strand et Nordiskturn. En décembre 2022, Rulantica disposait de plus de 32 600 m2 de surface de parc aquatique intérieur, de 2 bars de piscine, de 3 saunas et de 31 toboggans dans 14 zones à thème. Rulantica propose un carrousel aquatique dans son espace extérieur Frigg Tempel, appelé Tønnevirvel, dans lequel les occupants peuvent se livrer à une bataille de canons a eau .

### Le parc aquatique en chiffres
Rulantica comprend des parkings, l'hôtel Krønasår, le sauna et l'espace de détente Hyggedal, et le parc aquatique proprement dit. Ce dernier comporte 13 zones à thème d'une superficie totale de 40 000 m2, dont plus de 32 600 m2 à l'intérieur. Le parc aquatique comprend un hall d'une hauteur de 20 m et d'une surface de toit de 10 500 m2 qui abrite les attractions intérieures du parc. Le hall ressemble à un ventilateur à main ou à un coquillage. Selon le Badische Zeitung, le coût total de la construction s'élèverait alors à environ 150 millions d'euros, et il possède l'une des plus grandes structures de toit en bois d'Europe. Le pylône qui soutient la structure du toit en bois est en bois d'épicéa et a une masse de 50 tonnes. Rulantica a un volume intérieur total de 300 000 m3. Surfaces en détail: 4 000 m2 surface de bain intérieure, 8 000 m2 surface de bain extérieure , piscine extérieure chauffée de 500 m2; 8 000 m2 vestiaires.
Environ 25 % de l'énergie électrique nécessaire à Rulantica est produite par des cellules solaires installées sur les parkings comme ombrage. L'eau nécessaire à Rulantica provient de puits construits à cet effet. L'un des principaux défis pendant la construction de Rulantica a été de préserver l'environnement et l'écosystème présents auparavant. Ainsi, 2000 arbres ont été plantés pendant la construction et un passage à faune a été créé pour permettre le passage de plusieurs animaux tels que les chauves-souris, les cerfs et les abeilles. Rulantica compte environ 550 employés, dont 300 travaillent dans le parc aquatique et 250 dans l'hôtel Krønasår. Le parc a une capacité maximale de 5 000 visiteurs par jour.
Le parking offre de l'espace pour plus de 800 voitures. Les aires de stationnement couvertes sont équipées d'environ 3000 panneaux solaires et couvrent environ 9 000 mètres carrés et environ 400 places de stationnement.

## Histoire
Les premières idées pour Rulantica remontent à 1996. La phase de planification du projet a débuté en 2012. En avril 2014, la marque Rulantica a été déposée par Europa-Park GmbH & Co Mack KG. À l'époque, le magazine allemand Parkerlebnis spéculait que Rulantica pourrait être un ajout à Europa-Park, probablement un spectacle de divertissement ou un manège de détente. Le nom Rulantica a été créé par Manfred Gotta et est un acronyme composé de Rust et Atlantic. Le 8 juillet 2014, Europa-Park GmbH & Co Mack KG a annoncé que Rulantica serait un parc aquatique. Comme Europa-Park, Rulantica était prévu avec des zones à thèmes différents, et la capacité de visiteurs prévue était jusqu'à 5000 à l'intérieur et 3000 à l'extérieur. Le temps de construction total a été calculé avec 18 à 25 mois ; le budget était de 140 millions d'euros. En octobre 2014, Parkerlebnis a rapporté que Rulantica serait plus petit qu'annoncé initialement. L'ouverture était prévue pour le premier semestre 2017.
Finalement, le projet Rulantica a été approuvé en mars 2016, et la construction du bagan de l'hôtel Krønasår en mai 2016. La construction du parc aquatique proprement dit a commencé le 14 septembre 2017. Selon le Badische Zeitung, le coût total de la construction s'élèverait alors à environ 150 millions d'euros, ce qui fait de Rulantica l'investissement le plus coûteux de l'histoire d'Europa-Park, et le plus grand chantier à financement privé du Bade-Wurtemberg,. La construction a été réalisée par Rendler Bau GmbH et Wilhelm Füssler Bau GmbH. La première phase de construction comprenait 25 attractions, dont 17 toboggans, dans huit zones à thème. En mars 2018, il a été signalé que la construction de Rulantica se déroulait comme prévu, l'ouverture étant prévue pour fin 2019. Le toit de l'hôtel Krønasår a été posé à la mi-2018. En août 2018, la construction du toit de la salle principale a commencé. Début décembre de la même année, elle était presque terminée. Le hall principal a été coiffé le 11 décembre 2018. Le coût de la construction est passé à 160 millions d'euros,. La construction s'est achevée en octobre 2019, et Rulantica a été ouvert au public le 28 novembre 2019. Jusqu'alors, le coût total était passé à 180 millions d'euros.
Après une fermeture due à la pandémie de Covid-19, Rulantica a été rouvert avec un concept d'hygiène le 10 juin 2020. Plus tard dans l'année, en octobre, le sauna et l'espace de détente Hyggedal ont été ouverts. En juin 2021, plusieurs nouveaux espaces extérieurs ont été ouverts, pour une superficie totale combinée de 9 000 m2. En 2022, l'attraction Tønnevirvel a été ajoutée.

## Rulantica dans la fiction
Début 2018, la comédie musicale Rulantica a été annoncée pour l'été de la même année. Elle a finalement été créée en mai 2018, dans le "Europa-Park-Teatro", dans l'espace à thème italien de l'Europa-Park. La comédie musicale a été composée par Hendrik Schwarzer et a une durée de 45 minutes. L'intrigue de la comédie musicale se déroule dans le Nord en l'an 1557. Le vaisseau royal Tre Kronor fait route vers l'île de Rulantica pour voler l'eau de source naturelle de Rulantica, qui est censée être la source de la vie. Le mousse du navire, Fin, apprend de la sirène Kailani que le vol de l'eau de source naturelle de Rulantica entraînerait la disparition de l'île. Fin, qui finit par tomber amoureux de Kailani, s'oppose au projet de voler l'eau de source naturelle de Rulantica, et une bataille pour l'amour et la justice s'ensuit.
En collaboration avec l'éditeur Coppenrath Verlag de Münster, Europa-Park GmbH & Co Mack KG a publié la série de romans Rulantica. Elle comprend trois volumes, écrits par Michaela Hanauer. Le roman raconte l'histoire de deux orphelins qui partent à l'aventure sur l'île nordique de Rulantica. Ils commencent leur voyage au musée d'histoire naturelle de Krønasår. Le premier volume Die verborgene Insel a paru en 2019 (éd.Coppenrath). Une adaptation en français, L'Île secrète (Michel Lafon, trad. M.-C. Trivier-Georg), et une autre en langue anglaise, Hidden Island (Coppenrath, trad. Marielle Sutherland), ont suivi respectivement en 2020 et 2021.

## Fréquentation
Fréquentation annuelle 

900 000 (2022)
1 200 000 (2023)

## Les romans de Rulantica
- Michaela Hanauer (auteur), Helge Vogt (illustration) et Marie-Céline Trivier-Georg (traduction), Rulantica (T. 1): L'île secrète, Michel Lafon, 2020 (2019 pour l'original allemand) (ISBN 978-2749943978)
- Michaela Hanauer (auteur), Helge Vogt (illustration) et Marie-Céline Trivier-Georg (traduction), Rulantica (T. 2): La Conspiration des dieux, Michel Lafon, 2021 (2020 pour l'original allemand) (ISBN 978-2749948485)
- Michaela Hanauer (auteur), Helge Vogt (illustration) et Marie-Céline Trivier-Georg (traduction), Rulantica (T. 3): L'Éveil de la montagne de feu, Michel Lafon, 2022 (2022 pour l'original allemand) (ISBN 978-2749950310)